# Martin Haag (Politiker, 1891)
Martin Haag (* 30. April 1891 in Unterjettingen; † 2. November 1980 in Jettingen) war ein deutscher Landwirt und Politiker (CDU).

## Leben
Haag wurde als Sohn eines Landwirtes geboren und war beruflich als Landwirt in Unterjettingen tätig. Er schloss sich der CDU an und war von 1952 bis 1968 Mitglied des Baden-Württembergischen Landtages. Zudem gehörte er 1949 der ersten Bundesversammlung an, die Theodor Heuss zum Bundespräsidenten wählte. Sein Bruder Wilhelm Haag (1894–1966) war ebenfalls Politiker und von 1946 bis 1950 Landtagsabgeordneter in Württemberg-Baden.

## Ehrungen
- 1966: Großes Verdienstkreuz der Bundesrepublik Deutschland
- Martin-Haag-Platz in Jettingen